# ريسبدستوغان

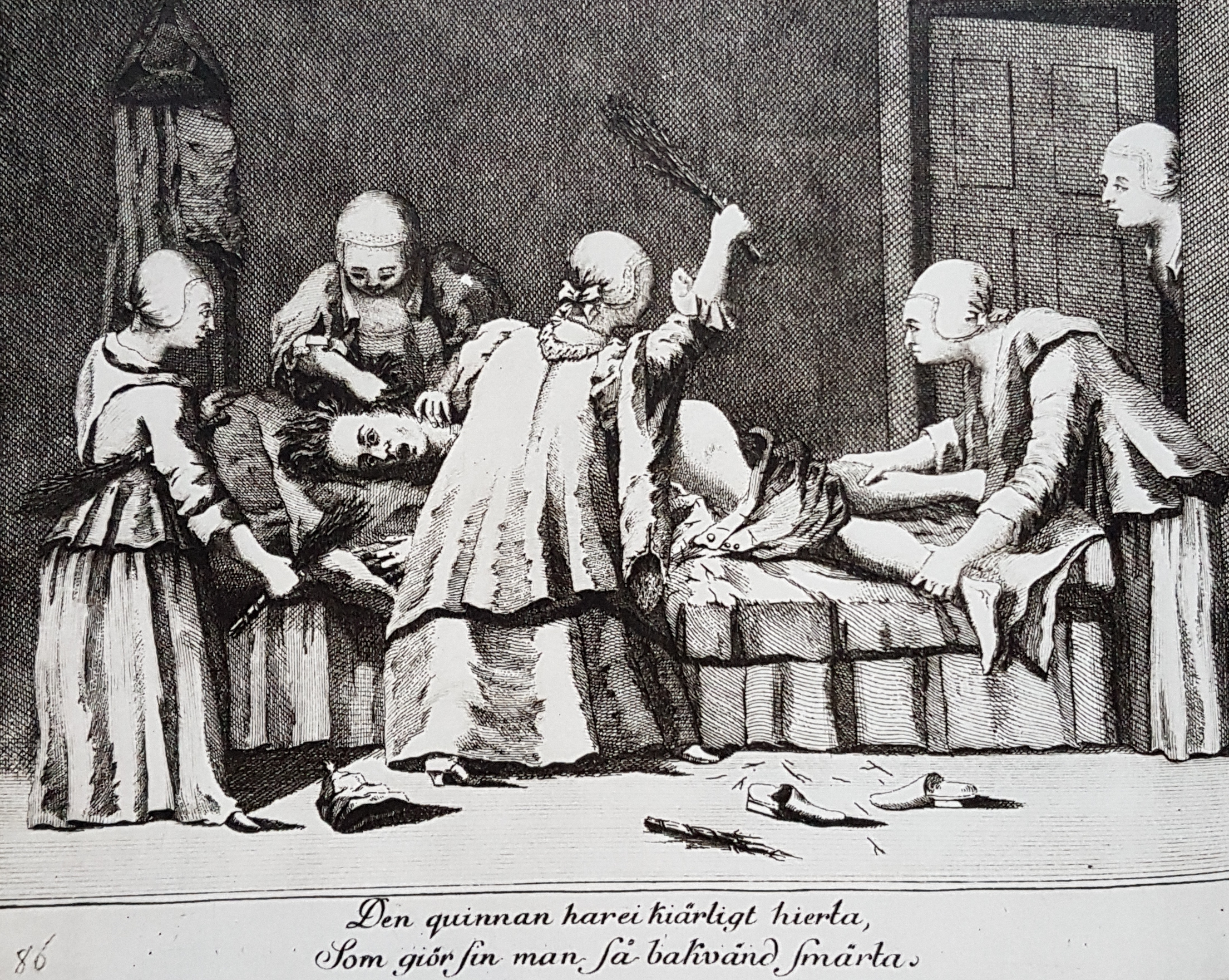
"ريسبدستوغان". نقش لجيلبرج، 1755.

ريسبدستوغان (الإنجليزية: Risbadstugan) هي حالة سويدية من سوء المعاملة من 1754، والتي أصبحت مشهورة في وقتها. أصبح في وقت لاحق موضوع مسرحية.
في عيد الميلاد عام 1754، أساء رجل في ستوكهولم لزوجته. اشتكت لمجموعة من صديقاتها، واتفقوا على الانتقام من سوء المعاملة. بعد ليلة من تقاعد الرجل على السرير، تعرض لهجوم من زوجته وأربع نساء أخريات. ضُرب بشدة حتى لم يتمكن من الخروج من الفراش لعدة أيام. وقد رفع دعوى ضد النساء، اللواتي حُكم عليهن بغرامة قدرها 70 ريكسدالر بتهمة التعدي على ممتلكات الغير. أصبحت القضية واحدة من أكثر القضايا شيوعاً التي حدثت في السويد. نشرت الصحافة على نطاق واسع حول هذا الحدث، وقدمت الرسوم التوضيحية - من بينها نقش من قبل جي جيلبرج - وفي عام 1755، تم نشر مسرحية، كوميديا بعنوان ريسبدستوغان من قبل الشاعر والمؤلف يوهان ستانيل.